# Marino Vanhoenacker
Marino Vanhoenacker (* 19. Juli 1976 in Ostende) ist ein ehemaliger belgischer Triathlet, mehrfacher Ironman-Sieger und Triathlon-Europameister auf der Langdistanz (2012). Mit 7:45:58 Stunden – der Siegerzeit beim Ironman Austria 2011 – hielt er die Weltbestzeit bei einem Ironman-Rennen, bis diese im November 2016 vom Kanadier Lionel Sanders unterboten wurde.

## Werdegang
Im November 2000 wurde Marino Vanhoenacker in Südafrika Dritter bei der ITU-Duathlon-Weltmeisterschaft auf der Langdistanz.

### Vize-Weltmeister Triathlon-Langdistanz 2005
Nach einigen weiteren Duathlon-Erfolgen konnte Marino Vanhoenacker bei seinem ersten Triathlon-Start über die Ironman-Distanz 2001 in Florida den fünften Rang erzielen und in der Folge zehn Mal über die Langdistanz (3,86 km Schwimmen, 180,2 km Radfahren und 42,195 km Laufen) siegen. So ist er achtfacher Sieger des Ironman Austria.

Im August 2005 wurde er Triathlon-Vize-Weltmeister auf der ITU-Langdistanz.

### Weltbestzeit auf der Ironman-Distanz 2011
Im Juli 2011 erzielte er mit seiner Siegerzeit in Klagenfurt (07:45:58 Stunden) eine neue Weltbestzeit auf der Ironman-Distanz. Bereits eine Woche später wurde diese Zeit von Andreas Raelert bei der Challenge Roth unterboten.
Vanhoenacker war Mitglied des Commerzbank Triathlon Teams bis zu dessen Auflösung Ende 2011.

### Ironman-Europameister 2012
Beim Ironman Hawaii musste er im Oktober 2012 in Führung liegend das Rennen abbrechen und sich in ärztliche Behandlung begeben.
Im Juni 2015 konnte er den Ironman Austria zum siebten Mal gewinnen und erzielte damit seinen dreizehnten Ironman-Sieg – mit der drittschnellsten je bei einem Ironman-Rennen erzielten Zeit.
Als zweiter Athlet nach dem Schweizer Ronnie Schildknecht konnte er im Juni 2016 beim Ironman Austria zum achten Mal dasselbe Ironman-Rennen gewinnen und im September 2016 holte er sich in Chattanooga seinen sechzehnten Ironman-Sieg.
Mit seinem Sieg beim Ironman Australia im Mai 2018 schaffte er es als erster Athlet, auf jedem der Kontinente ein Ironman-Rennen zu gewinnen. Von 2013 bis 2018 startete Vanhoenacker für das österreichische pewag racing team des Premium-Kettenherstellers pewag.
Er wurde trainiert von Luc Van Lierde und sein Betreuer war der deutsche Ex-Triathlet Normann Stadler. Im Juli 2019 erklärte er im Rahmen des Ironman Austria seine aktive Zeit für beendet.
Marino Vanhoenacker ist verheiratet mit der Triathletin Elke Vanrenterghem. Sein Spitzname ist „Bink“.

## Sportliche Erfolge
| Datum/Jahr    | Rang | Wettbewerb                                               | Austragungsort   | Zeit     | Bemerkung |
| ------------- | ---- | -------------------------------------------------------- | ---------------- | -------- | --- |
| 27. Mai 2017  | 1    | Trimotion Saalfelden                                     | Saalfelden       | 03:21:13 | Sieg und neuer Streckenrekord über die Distanz Trimotion 111 (1 km Schwimmen, 100 km Radfahren und 10 km Laufen)                                                                                         |
| 28. Aug. 2016 | 1    | Ironman 70.3 Zell am See-Kaprun                          | Zell am See      | 04:06:05 | |
| 22. Mai 2016  | DNF  | Ironman 70.3 Austria                                     | St. Pölten       | –        | Rennabbruch in Führung liegend nach Raddefekt |
| 31. Aug. 2014 | 1    | Ironman 70.3 Zell am See-Kaprun                          | Zell am See      | 04:02:32 | |
| 21. Juni 2014 | 1    | Ironman 70.3 Luxemburg                                   | Remich           | 03:47:47 | |
| 25. Mai 2014  | 2    | Ironman 70.3 Austria                                     | St. Pölten       | 03:52:45 | |
| 3. Nov. 2013  | 1    | Ocean Lava Lanzarote Triathlon                           | Lanzarote        | 04:22:35 | Sieger auf der Mitteldistanz |
| 1. Apr. 2012  | 8    | Ironman 70.3 Texas                                       | Galveston Island | 03:54:55 | |
| 22. Jan. 2012 | 1    | Ironman 70.3 South Africa                                | Buffalo City     | 04:06:25 | |
| 25. Juli 2010 | 2    | Antwerp Ironman 70.3                                     | Antwerpen        |          | |
| 30. Mai 2010  | 4    | Ironman 70.3 Austria                                     | St. Pölten       | 03:49:18 | |
| 24. Mai 2009  | 2    | Ironman 70.3 Austria                                     | St. Pölten       | 03:54:18 | |
| 2009          | 1    | Antwerp Ironman 70.3                                     | Antwerpen        | 03:41:45 | Marino Vanhoenacker gewann den Ironman 70.3 in Antwerpen zum dritten Mal in Folge. Er kam als Neunter aus dem Wasser, setzte sich auf dem Rad an die Spitze und dominierte im Anschluss das Starterfeld. |
| 2008          | 1    | Antwerp Ironman 70.3                                     | Antwerpen        | 03:45:52 | Nach seinem ersten Sieg in 2007 konnte Marino Vanhoenacker auch 2008 wieder gewinnen. |
| 4. Mai 2008   | 2    | Ironman 70.3 St. Croix                                   | Saint Croix      |          | |
| 5. Aug. 2007  | 1    | Antwerp Ironman 70.3                                     | Antwerpen        | 03:50:06 | [ 10 ] |
| 2005          | 2    | Marc Herremans Classic                                   | Antwerpen        | 03:53:44 | zweiter Rang hinter Norman Stadler |
| 2004          | 2    | Marc Herremans Classic                                   | Antwerpen        |          | |
| 27. Juli 2002 | 3    | Internationale Deutsche Meisterschaft im Mitteltriathlon | Immenstadt       | 04:13:59 | 2 km Schwimmen, 92 km Radfahren und 21 km Laufen |

| Datum/Jahr    | Rang | Wettbewerb                                         | Austragungsort    | Zeit     | Bemerkung |
| ------------- | ---- | -------------------------------------------------- | ----------------- | -------- | --- |
| 6. Mai 2018   | 1    | Ironman Australia                                  | Port Macquarie    | 08:14:37 | mit neuem Streckenrekord |
| 1. Okt. 2017  | 2    | Ironman Taiwan                                     | Kenting           | 08:46.39 | |
| 20. Aug. 2017 | 1    | Ironman Mont-Tremblant                             | Québec            |          | |
| 4. März 2017  | DNF  | Ironman New Zealand                                | Taupō             | –        | Rennabbruch mit Magenproblemen |
| 25. Sep. 2016 | 1    | Ironman Chattanooga                                | Chattanooga       | 08:12:22 | |
| 26. Juni 2016 | 1    | Ironman Austria                                    | Klagenfurt        | 08:04:18 | achter Sieg |
| 10. Okt. 2015 | DNF  | Ironman Hawaii                                     | Hawaii            | –        | Rennabbruch auf der Laufstrecke |
| 28. Juni 2015 | 1    | Ironman Austria                                    | Klagenfurt        | 07:48:45 | siebter Sieg in Klagenfurt – mit der drittschnellsten je bei einem Ironman-Rennen erzielten Zeit.                                                     |
| 31. Mai 2015  | 1    | Ironman Brasil                                     | Florianópolis     | 07:53:44 | mit der elftschnellsten je auf der Ironman-Distanz erzielten Zeit                                                                                     |
| 27. Juli 2014 | 1    | Ironman Canada                                     | Whistler          | 08:16:10 | |
| 23. März 2014 | 6    | Ironman Melbourne                                  | Melbourne         | 08:08:25 | [ 12 ] |
| 24. März 2013 | 2    | Ironman Melbourne                                  | Melbourne         | 07:38:59 | Die Schwimmdistanz musste aufgrund der Witterungsverhältnisse auf halbiertem Kurs ausgetragen werden.                                                 |
| 13. Okt. 2012 | DNF  | Ironman Hawaii                                     | Hawaii            | –        | |
| 8. Juli 2012  | 1    | Ironman Germany                                    | Frankfurt am Main | 08:03:31 | Triathlon-Europameister auf der Langdistanz |
| 22. Apr. 2012 | 3    | Samui Triathlon                                    | Ko Samui          |          | Dritter bei der Erstaustragung auf der Langdistanz (4 km Schwimmen, 122,65 km Radfahren und 30 km Laufen)                                             |
| 4. März 2012  | 1    | Ironman New Zealand                                | Taupō             | 03:55:03 | Witterungsbedingt musste der Ironman auf verkürztem Kurs als Ironman 70.3 ausgetragen werden.                                                         |
| 3. Juli 2011  | 1    | Ironman Austria                                    | Klagenfurt        | 07:45:58 | sechster Sieg in Klagenfurt in Folge – mit der schnellsten jemals über die Ironman-Distanz erreichten Zeit                                            |
| 10. Apr. 2011 | DNF  | Ironman South Africa                               | Port Elizabeth    | –        | Aufgabe auf der Laufstrecke |
| 12. März 2011 | 2    | Abu Dhabi International Triathlon                  | Abu Dhabi         | 06:43:31 | 3 km Schwimmen, 200 km Radfahren und 20 km Laufen |
| 9. Okt. 2010  | 3    | Ironman Hawaii                                     | Big Island        | 08:13:14 | |
| 4. Juli 2010  | 1    | Ironman Austria                                    | Klagenfurt        | 07:52:05 | Marino Vanhoenacker erreichte mit einer Zeit erstmals unter acht Stunden in Klagenfurt seinen fünften Sieg in Folge.                                  |
| 27. Feb. 2010 | 1    | Ironman Malaysia                                   | Langkawi          | 08:22:31 | |
| 5. Juli 2009  | 1    | Ironman Austria                                    | Klagenfurt        | 08:01:38 | Marino Vanhoenacker erzielte mit neuem Streckenrekord vor dem Südafrikaner James Cunnama und dem Briten Stephen Bayliss seinen vierten Sieg in Folge. |
| 5. Apr. 2009  | 1    | Ironman South Africa                               | Port Elizabeth    | 08:17:32 | Marino Vanhoenacker startet das erste Mal beim Ironman in Südafrika und konnte mit seiner Siegerzeit den bisherigen Streckenrekord verbessern.        |
| 11. Okt. 2008 | 22   | Ironman Hawaii                                     | Hawaii            | 08:53:14 | |
| 13. Juli 2008 | 1    | Ironman Austria                                    | Klagenfurt        | 08:06:11 | |
| 8. Juli 2007  | 1    | Ironman Austria                                    | Klagenfurt        | 08:06:39 | |
| 13. Okt. 2007 | 5    | Ironman Hawaii                                     | Hawaii            | 08:23:31 | |
| 19. Nov. 2006 | 3    | ITU Long Distance Triathlon World Championships    | Canberra          | 06:02:22 | Dritter bei der ITU-Weltmeisterschaft auf der Langdistanz                                                                                             |
| 16. Juli 2006 | 1    | Ironman Austria                                    | Klagenfurt        | 08:07:59 | zweiter Ironman-Sieg |
| 5. Nov. 2005  | 1    | Ironman Florida                                    | Panama City       | 08:28:26 | |
| 6. Aug. 2005  | 2    | ITU Long Distance Triathlon World Championships    | Fredericia        | 05:41:48 | Triathlon-Vize-Weltmeister auf der Langdistanz |
| 1. Juli 2005  | 5    | ETU Long Distance Triathlon European Championships | Säter             | 05:57:49 | Triathlon-Europameisterschaft auf der Langdistanz |
| 3. Juli 2004  | 3    | ITU Long Distance Triathlon World Championships    | Säter             | 05:51:10 | |
| 23. Feb. 2003 | 2    | Ironman Malaysia                                   | Langkawi          | 08:51:29 | |
| 10. Nov. 2001 | 5    | Ironman Florida                                    | Panama City       | 08:39:45 | |

| Datum/Jahr    | Rang | Wettbewerb                                          | Austragungsort | Zeit     | Bemerkung                                                                                       |
| ------------- | ---- | --------------------------------------------------- | -------------- | -------- | ----------------------------------------------------------------------------------------------- |
| 12. Nov. 2000 | 3    | Powerman Long Distance Duathlon World Championships | Pretoria       | 02:36:51 | Duathlon-Weltmeisterschaft auf der Langdistanz (10 km Laufen, 60 km Radfahren und 10 km Laufen) |

(DNF – Did Not Finish)